# Sông Kwilu
Kwilu là một sông chính khởi nguồn từ Angola và chảy về phía bắc qua tỉnh Bandundu của Cộng hòa Dân chủ Congo (DRC) đến thành phố Bandundu, nơi nó đổ vào sông Kwango ngay trước khi nó đổ vào sông Kasai. Tại CHDC Congo, sông chảy qua các thị trấn Gungu, Kikwit, Bulungu, Bagata và Bandundu.
Lusanga, trước đây gọi là Leverville, nằm tại nơi sông Kwenge hợp vào Kwilu, giữa Kikwit và Bulungu.
Sông có chiều dài 965 kilômét (600 mi). Vào mùa mưa, vùng bị ngập chiếm một diện tích 1.550 kilômét vuông (600 dặm vuông Anh). Vùng đầu nguồn của sông nằm trên cao độ từ 1.000 mét (3.300 ft) đến 1.800 mét (5.900 ft) tại cao nguyên Angola. Sông chảy dốc đến vùng đất bằng phẳng của bồn địa Congo có độ cao 500 mét (1.600 ft) đến 300 mét (980 ft) so với mực nước biển. Một nghiên cứu vào năm 2011 đã tìm thấy 113 loài cá thuộc 21 họ và bộ.